# アパルトヘイト

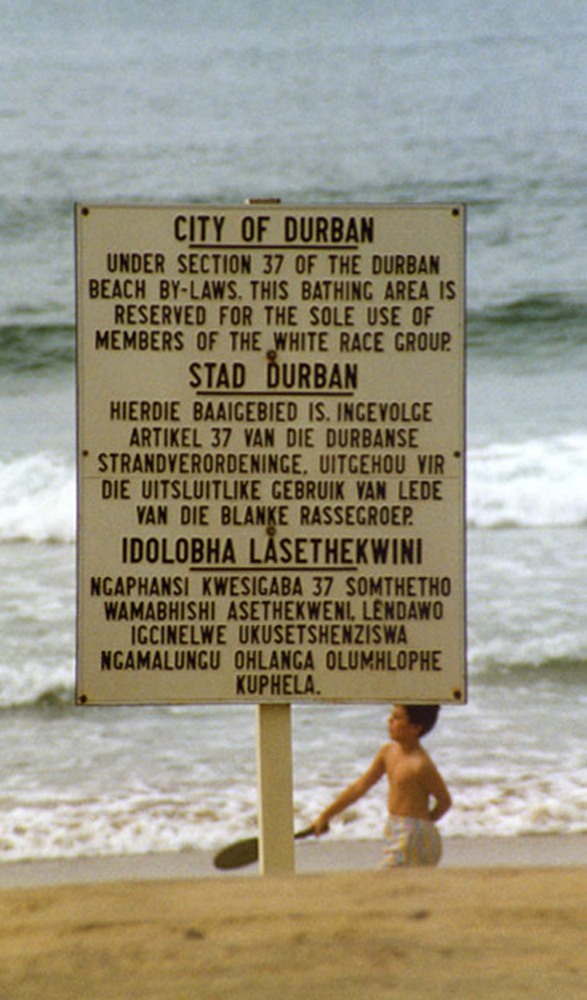
「ダーバンビーチ条例第37節に基づき、この海水浴場は白人種集団に属する者専用とされる」と英語、アフリカーンス語、ズールー語で併記された1989年撮影の標識

アパルトヘイト（アフリカーンス語: apartheid）は、アフリカーンス語で「分離、隔離」を意味する言葉で、南アフリカ共和国における白人と非白人の諸関係を規定する人種隔離政策のことを指す。
かねてから数々の人種差別的立法のあった南アフリカにおいて1948年に法制として確立され、以後強力に推進されたが、1994年全人種による初の総選挙が行われ、この制度は撤廃された。

## 内容

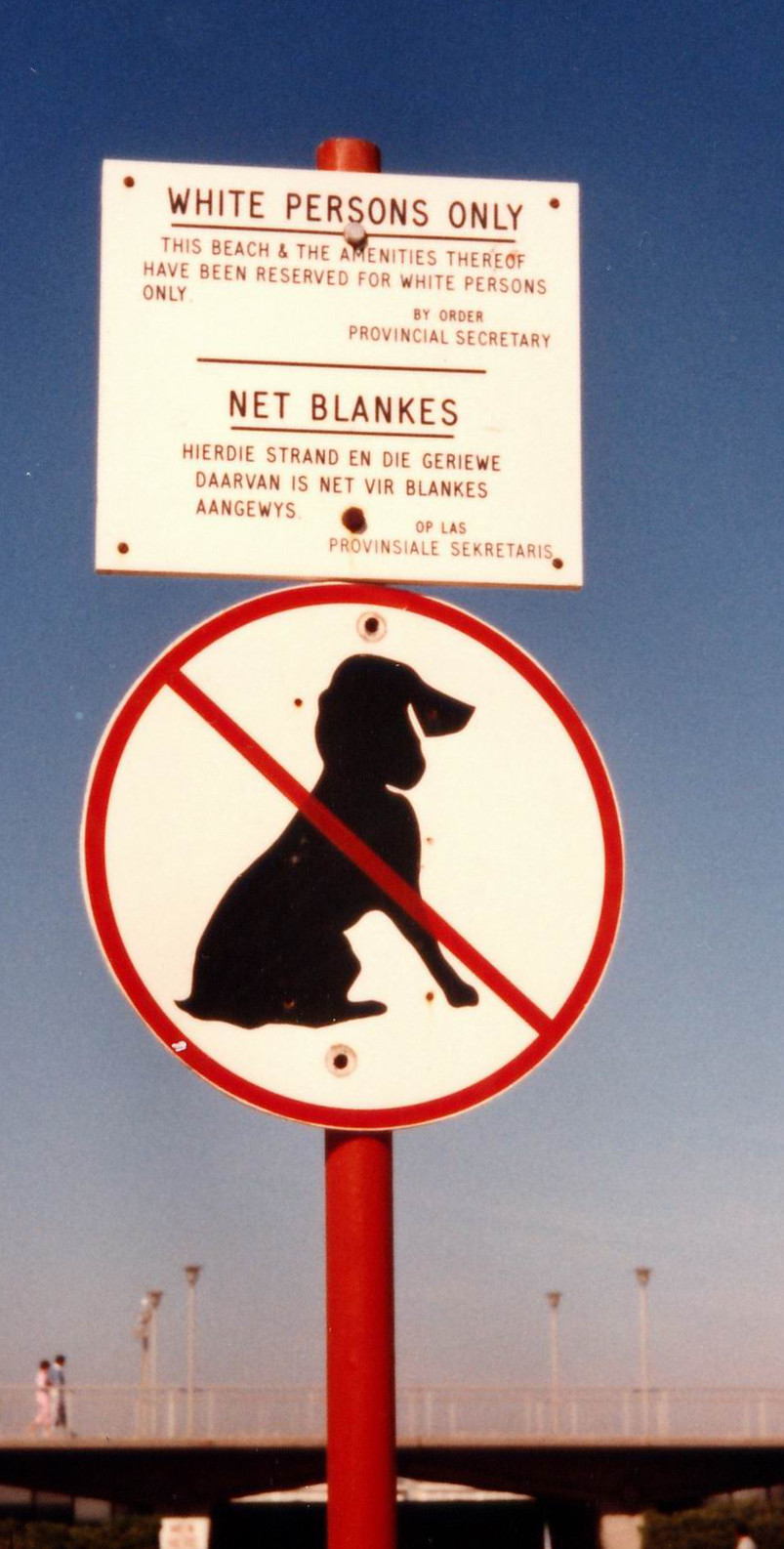
英語とアフリカーンス語で、白人専用と書かれた海水浴場の看板。犬の標識は、犬の連れ込み禁止を意味する。

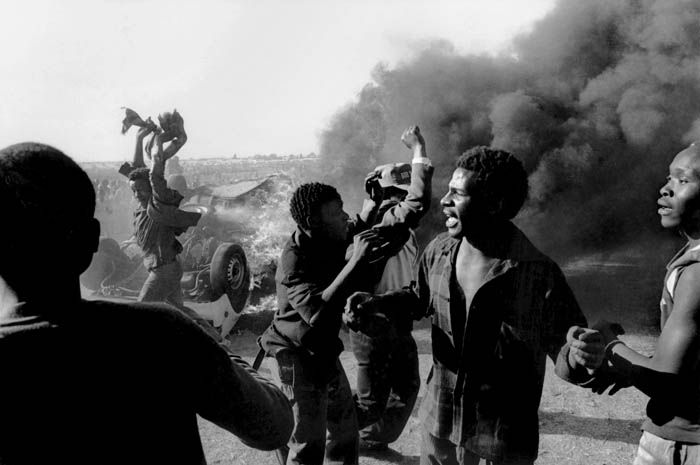
アパルトヘイトへの抗議を行う黒人たち（1980年代）

アパルトヘイトという言葉は、1913年の「原住民土地法」に登場する。しかし、広く使われ始めたのは、国民党が居住地区条項を制度的に確立した1948年以降である。アパルトヘイトとは、南アフリカ連邦時代から続く人種差別思考の上になりたつ様々な差別立法を背景に1948年の純正国民党政権誕生によって確立された政策方針のことである。アパルトヘイト以前に、すでに「鉱山労働法」（1911年）、原住民土地法（1913年）、産業調整法（1926年）、背徳法（1927年）などの差別的立法が成立していたが、国民党が政権を握って以降「集団地域法」「人口登録法」「投票者分離代表法」「バントゥー教育法」「共産主義鎮圧法」「テロリズム法」などが相次いで制定され、アパルトヘイト体制が成立した。

### 選挙権
ケープ州においては、カラードは1853年の議会開設以来選挙権を持っていたが、1951年に議会は、カラード代表議員（白人）の選出を認める代わり白人とカラードの選挙人名簿を分離する「投票者分離代表法」法案を提出。最高裁が再三違憲判決を下したものの、1956年にはカラードの選挙権はカラード代表議員を選出するだけのものとなり、1970年にはカラード代表議席と黒人代表議席すら廃止（議員は白人に限定）され、選挙権は白人だけのものとなった。
1970年に制定された「バントゥー・ホームランド市民権法」により、黒人は民族毎に指定した10のバントゥースタンの市民とされ、これらのバントゥースタンを「独立国家」とすることで、黒人を外国人に仕立て上げようとした。このため、「独立」を宣言したトランスカイ、シスカイ、ボプタツワナ、ヴェンダの「国民」は外国人として扱われ、名実共に南アフリカ国民であることを否定された。また、これら4バントゥースタンの独立もほぼ名目だけのもので、外交や国防などの自主権は無く、政府予算も大半が南アフリカ政府からの補助金でまかなわれていたため、実質的には南アフリカの傀儡国家であった。

### 就業
アパルトヘイト以前から存在した上記の1911年の「鉱山労働法」、1913年の「原住民土地法」、1926年の「産業調整法」をはじめとする各種法律によって、黒人には低賃金所得のみがあてがわれ、黒人への搾取の下で南アフリカの資本主義は発達した。
アパルトヘイトが本格化すると、1951年の「原住民建築労働者法」や、1953年の「原住民労働者法」、1956年の「産業調停法」など、就業制限に限らず各種の待遇や制限で、白人労働者には手厚い保護を与える一方で黒人労働者には劣悪な労働条件を課した。
黒人は白人が経営する農園や工場で働き、1970年には平均して白人の工業労働者は黒人の6倍、白人鉱業労働者は黒人の21倍の給料を得るようになっていた。
こうした方針は「南アフリカにはたくさんの民族が住んでいて、それぞれ違う伝統や文化、言語を持っている。それぞれの民族が独自に発展すべきだ。アパルトヘイトは差別ではなく、分離発展である」という多文化主義による合理的な政策であると主張されていた。

### 居住
1913年制定の「原住民土地法」により、南アフリカ全土のうちおよそ10％にも満たない程度の南アフリカ連邦政府が指定した地域のみに黒人の土地所有権を認めたが、それ以外の地域における黒人の土地所有権を否定し、黒人が白人から家屋や土地を買い取って所有することができなくなった。
都市部においても1950年に制定された「集団地域法」に基づいて人種別に居住区の割り当てが行われ、自身が属する人種グループに割り当てられた地域以外での居住は違法とされたほか、1953年制定の「隔離施設留保法」では道路を除いたあらゆる公共施設や公共車両、飲食店などにおいて人種別に専用の施設を用意することが義務付けられ、白人と黒人の居住区および生活圏を法的にくっきりと分けられた。差別される側の黒人は約2500万人、インド系住民約90万人に対して、白人は約500万人程度である(黒人の20%以下)。さらに1959年に全面的なアパルトヘイト構想としてバントゥースタン計画が立案された。具体的には1959年制定の「バントゥー自治促進法」により民族や部族単位に自治区を設ける政策が実施された。

### 教育分野
1953年に制定された「バントゥー教育法」により、黒人に対する教育はキリスト教会系のミッションスクールから国家の下に移管されたが、一人当たりの白人生徒の教育予算は、黒人生徒の10倍程度であったほか、黒人については義務教育ではなかった。
アパルトヘイト以前は、ウィットウォーターズラント大学やケープタウン大学、ナタール大学では白人と黒人は共学であり、黒人向けのフォートヘア大学も存在したが、1959年に可決された「大学教育拡張法」によって白人と黒人の共学は禁止され、黒人は既存の大学に受け入れられなくなり、フォートヘア大学は全黒人向けからコサ人向けの大学に改組された。

### 治安・警察関連
アパルトヘイト体制の整備に伴い、一方的に搾取され不利益を押し付けられる黒人側から、アパルトヘイト政策の撤廃を求める政治運動を行う団体・個人が多数登場したが、これらを弾圧するために各種の治安関連法が制定された。
1950年に制定された「共産主義鎮圧法」により南アフリカ共産党が非合法化されたほか、1960年のシャープビル虐殺事件を契機に制定された「反社会的組織法」によりアフリカ民族会議やパンアフリカニスト会議が非合法化された。
また、1956年に制定された「暴動的集会法」により、法務大臣が「公共の平穏を危うくする」と認定した場合には、公共の場所での集会を禁止することができるようになり、反アパルトヘイト集会を妨害・弾圧する口実に利用された。
特に1967年に制定された「テロリズム法」においては、警察が「テロリスト容疑者」や「テロリストに関する情報を持っていると警察が認めた人物」に対して、逮捕令状や裁判無しで最長60日間拘留する権限が認められた。
上記の法律は、1982年に制定された「国内治安法」に整理統合された。

## 人種分類
アパルトヘイトでは法律で人種を次の4通りに分けた。実際の人種とアパルトヘイトの指す人種とはやや違いがあり、例えば先住民であるコイコイ人や、アジア人であるマレー人のうち、その大多数を占め、古くからケープに住むケープマレーは、人種とは関係なくカラードの扱いを受けた。また、政府の人口統計においては白人は1民族として扱われ、黒人は各民族ごとに集計されたため、白人が最大民族として公表される仕組みとなっていた。
- 白人（1980年に470万人、人口の15%。イギリス系住民と、アフリカーナー（オランダ系を中心とするアフリカーンス語を話す住民）。比率はアフリカーナー60%、イギリス系40%である。白人間でも出自によって区別があった）
- アジア人（1980年に90万人、人口の3%。大部分が印僑で、事実上の中間支配層として扱われた。ナタール州付近に集住していた）
  - アジアにおいて唯一の先進国であった日本人は1961年以降、経済上の都合から名誉白人扱いとされていた[4]。ただし、白人専用のホテル・レストランなどの使用が認められたに過ぎず、基本的に一時滞在者としての扱いに限られ、永住権や不動産取得などは認められなかった。また、日本人が白人と性交渉をおこなった場合は背徳法が適用された[5]。日本は1980年代後半から最大の貿易相手国になる。また、国際的に孤立していた南アフリカと、反共主義という共通点から数少ない国交を持っていた中華民国の台湾人も、名誉白人扱いであった[6]。台湾人については一時期、中華料理店を白人用に指定した際、中華料理店への入店に限って白人扱いとされたが、中華民国の経済発展を受け名誉白人扱いになったとされる[7]。また、イギリス領香港からの華僑と華人も名誉白人として扱われた[8][9]。
  - その一方で、19世紀のゴールドラッシュで苦力として南アフリカに渡った中国系移民は中国語を話す他の華僑や華人と見分けのつかないことから投票権を除いて事実上名誉白人に準じた扱いを享受すると同時に、経済的には他の有色人種定住者と同様の貧しい立場に置かれた。彼らはその曖昧な法的地位ゆえに[10]、黒人経済権限付与計画や積極的差別是正措置が適用されず大きな問題となっていたが、2008年6月18日に南アフリカの高等裁判所において、中国系住民を黒人と同様に扱うという逆転的な名誉人種の適用を受けることとなった[11]。
- カラード（1980年に280万人、人口の9%。白人と、サン人やコイコイ人など先住民族との混血を中心にした混成グループで、オランダやイギリスの植民地であったインドネシアやマレーから奴隷として連れられてきた住民との混血も含まれる。また、混血でないコイコイ人やケープマレーも含む。主な使用言語はアフリカーンス語。ケープタウン周辺に集住しており、ケープ州の最大民族であった）
- 黒人（1980年に2300万人、人口の73%。ズールー人、ソト人、コーサ人、ンデベレ人、ツワナ人など、バントゥー系民族）

最大勢力である黒人に対し、印僑やカラードといった人口規模が白人に及ばない人種は黒人に比べやや優遇され、白人・黒人間の緩衝地帯となると同時に白人による分断統治の対象となった。印僑やカラードには教育予算や医療施設も白人ほどではないが整備された。カラードの集住するケープ州においては、選挙権が剥奪される一方でカラードの優遇雇用法が施行され、とくに黒人流入の多くなった70年代後半以降にはカラードに経済的利益をもたらした。このため、民主化後初の選挙である1994年の選挙においてカラードは、大部分が国民党へ投票した。

## 分離政策と細則
アパルトヘイトは、「大アパルトヘイト」と呼ばれる土地の大規模な分離政策と、「小アパルトヘイト」と呼ばれるその他細則によって構成されていた。小アパルトヘイトは背徳法や隔離施設留保法など、一般生活において目に付きやすい部分で導入され、ゆえに大きな批判を浴び、小アパルトヘイトの多くが1980年代後半の改革により消滅、大アパルトヘイトは1990年代に撤回された。

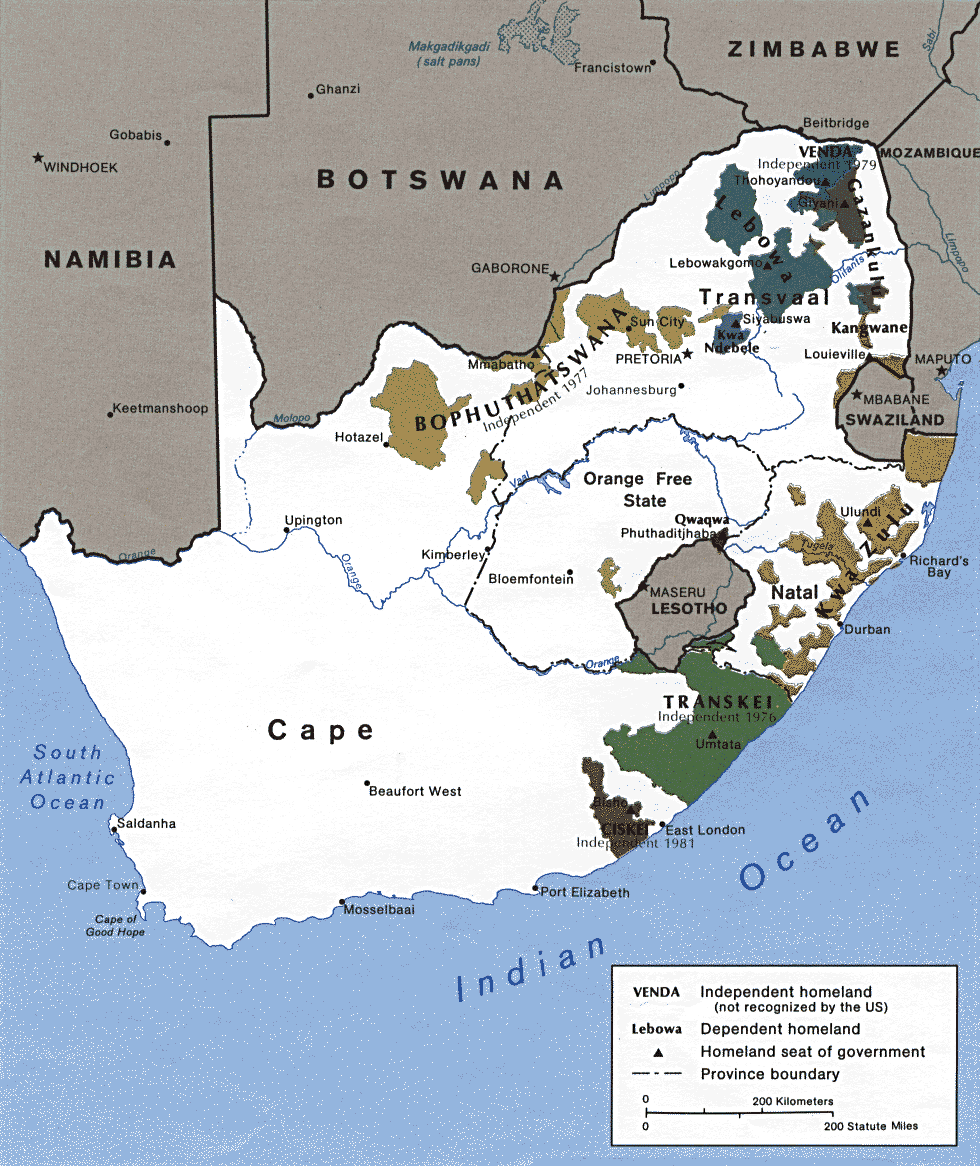
ホームランドの地図

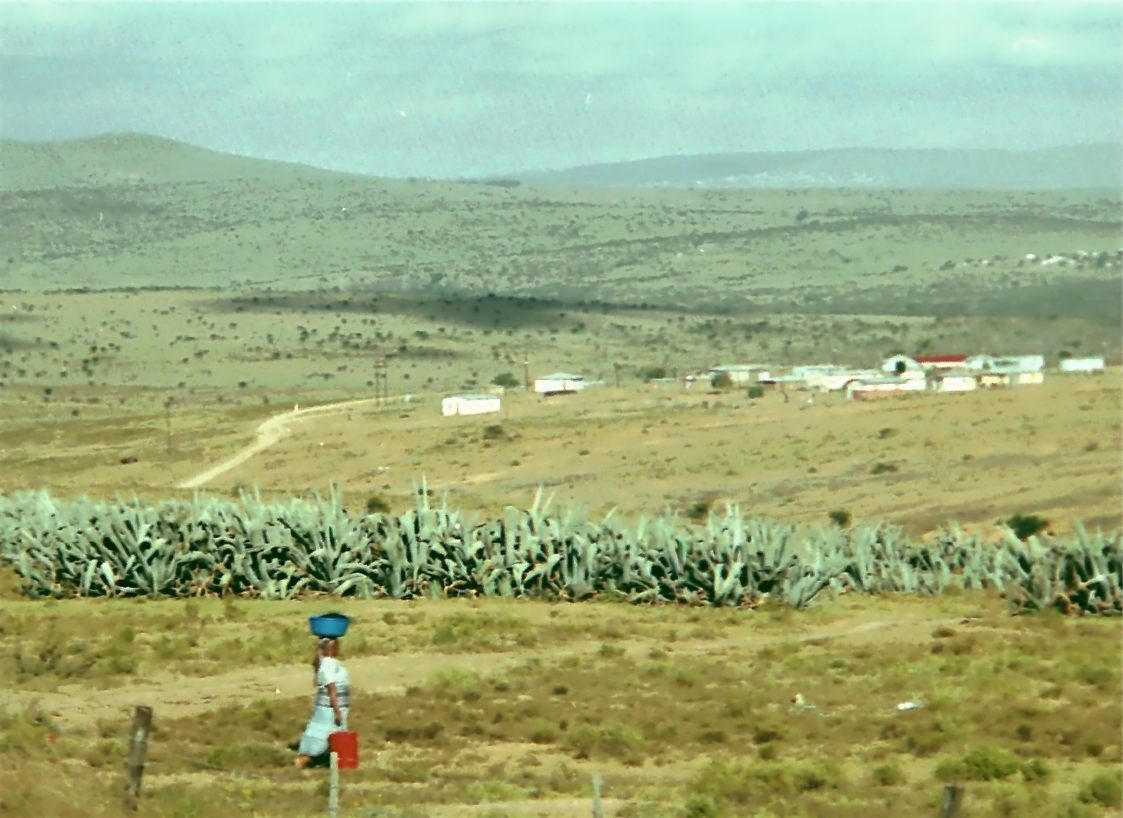
シスカイ(Ciskei)区域,アパルトヘイト政策により、南アフリカ共和国内につくられたアフリカ人自治地域のひとつ。

### 大アパルトヘイト
原住民土地法、バントゥー自治促進法、バントゥー・ホームランド市民権法、バントゥースタン（ホームランド）政策など
1971年に実施され、国土の13%にすぎない辺境不毛の地に設けられたホームランドといわれる「国」を10地区建設し、人口の大多数を占める黒人を居住させるもの。ホームランド10地区は種族別に分かれており、それぞれに自治権を与えて、最終的には独立国としようとするのであった。といっても、それは名目上であって、目的は黒人を他国の国民として扱うことで、彼らから南ア市民権と参政権をなくし、経済的には白人に依存せざるを得ない黒人を外国籍の出稼ぎ労働者として扱おうとするものであった。
さらに、黒人を新独立国へと移住させることで、白人は多数派として、少数派であるカラード、インド系人と、「見かけ上は差別はない」が「実質は白人優位の」多人種社会の再構築をも目論んだのである。
黒人の反対にも拘らず、トランスカイ、ボプタツワナ、ヴェンダ、シスカイの4地区は「独立」（1976年～1981年）させられるものの、国際的には独立国として承認されず、むしろ国際社会の非難を浴びることになった。ホームランドは不毛の地であり、さらにその不毛の地に多くの黒人が押しこめられたため、土地の過使用によって環境が破壊され、ホームランド内で農業によって生計を立てることも難しくなった。そのため、ホームランド住民は労働力として南アフリカの都市部へ流出せざるを得なくなり、経済的に隷属が進んだ。また、ホームランドから家族で都市へと向かうことは許されず、黒人出稼ぎ労働者たちは家族をホームランドへと残し、ホステルと呼ばれる低料金の宿泊所で泊まりながら働くこととなった。
さらに、名目上は独立国となったものの、各ホームランドの実権は白人、ひいては南アフリカ政府が握り、ホームランドが独自性を示す方策は限られていた。
集団地域法
人種ごとに住む地域が決められた。特に黒人は産業地盤の乏しい限られた地域に押し込められ、白人社会では安価な労働力としかみなされなかった。この法によって大都市近郊で黒人が押し込められた地域はタウンシップとよばれた。ヨハネスブルグ近郊のソウェトが最も著名である。産業地区はすべて白人地区となり、黒人など非白人はその地域に住むことを許されず、タウンシップなどからの長く混みあう通勤を余儀なくされた。
強制移住
1960年代から1980年代にかけて、政府は上記2法によって定められた地域への非白人の移住政策を進め、これによって推定で350万人もの非白人がホームランドやタウンシップへと移住させられた。これらの強制移住において最も知られている事件は、1955年にヨハネスブルク近郊のソファイアタウンでおこなわれたものである。ソファイアタウンは1923年に黒人の土地購入が禁止される以前からの黒人地区であり、50000人が居住し活気にあふれた地区であった。しかし政府がこの地区を接収し、この地区は市の中心部から20km離れたメドウランズ（後のソウェトの一部）へと移住させられ、元のソファイアタウンはトリオンフと改名されて白人地区となった。このような差別的事態は全国で起こった。

### 小アパルトヘイト
隔離施設留保法
レストラン、ホテル、列車、バス、公園に映画館、公衆トイレまで公共施設はすべて白人用と白人以外に区別された。バスは黒人用のバスと停留所、白人用のバスと停留所に別れ、病院も施設の整った白人用と不十分な施設しかない黒人用に分けられた。白人専用の公園などの場所に立ち入った黒人はすぐに逮捕された。
雑婚禁止法
人種の違う男女が結婚することを禁止された。（黒人と白人など。異人種との結婚）
背徳法
異なる人種の異性が恋愛関係になるだけで罰せられる法。
パス法
黒人に身分証明書の携帯を義務付けた法。有効なパスを持たないものは不法移民とされ、逮捕されホームランドなどへの強制送還が実施された。
その他、黒人の参政権を否定する「原住民代表法」（1936年）や黒人の教育を低レベルなものへとどめてしまった「バントゥー教育法」（1953年）など、就職、賃金、教育、医療、宗教など、日常生活の隅々にわたる非白人を差別する政策が、無数の法と慣行で制度化されていた。しかし、これらの差別法を非白人に守らせるには膨大な警察、管理機構が必要であったため、政府予算の半分近くがアパルトヘイト維持のための関連支出となった。これらは白人納税者にとっても負担であり黒人の熟練労働を禁じたことも経済成長のうえでマイナスになった。一方、安価な単純労働力としての地位しか与えられなくなった黒人の失業率は急速に増大し、さらに1960年代にそれまで黒人の大雇用先であった白人大農場の機械化が進んで多数の黒人労働者が解雇され、さらに彼らの流れ込んだホームランドで人口圧力により農業生産が急減するにいたって雇用状況はさらに悪化した。この膨大な失業者が、やがて黒人抵抗運動の火種となっていった。

## 歴史

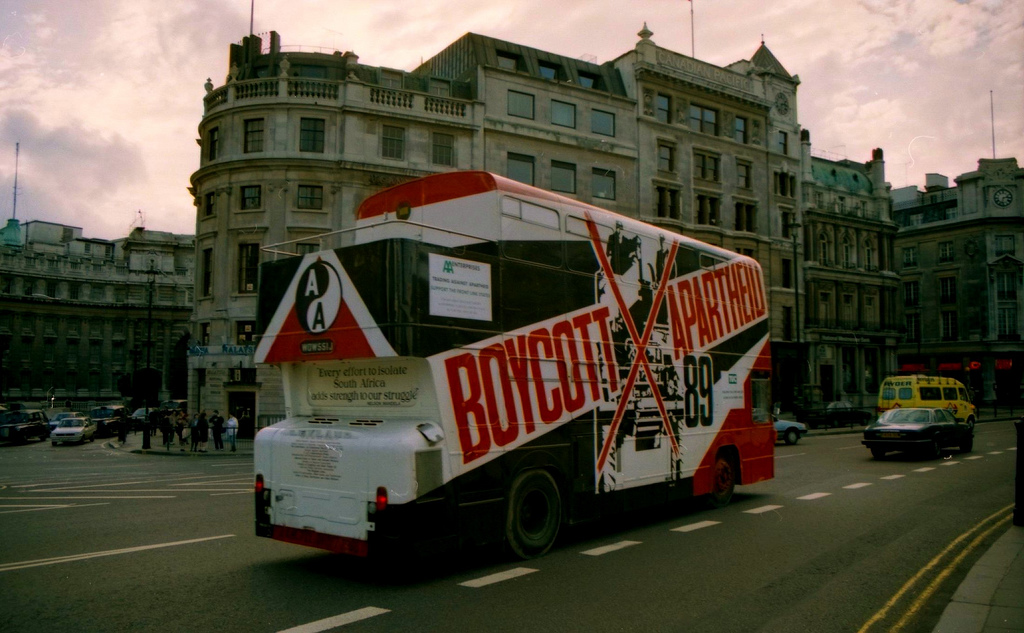
アパルトヘイト反対の広告が描かれたバス（イギリス・ロンドン、1989年）

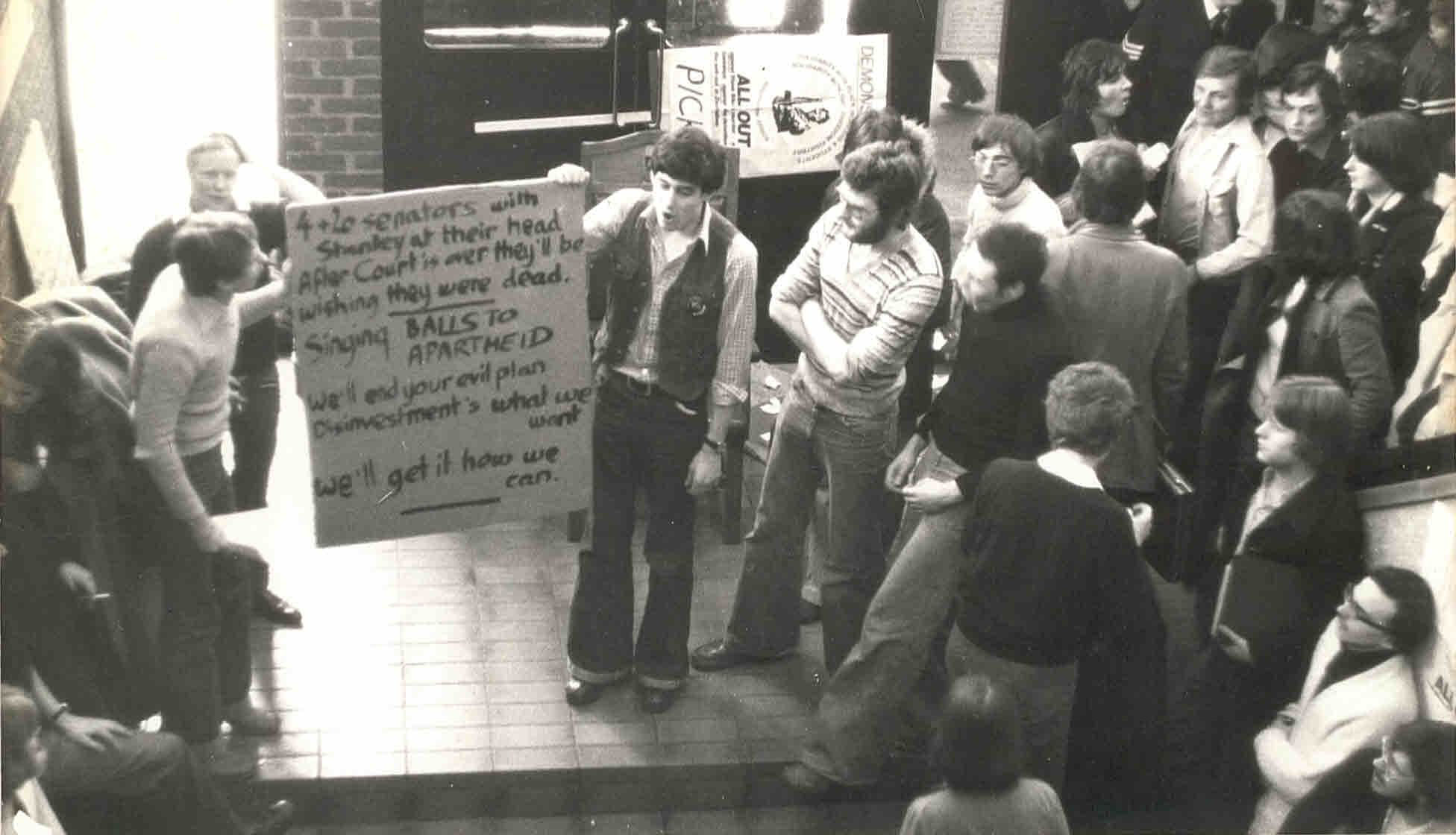
アパルトヘイトについて議論するハル大学の学生（1978年）

### 1948年前
ボーア戦争以来、南アフリカの白人2大民族であるイギリス人とアフリカーナー（オランダ系入植者の子孫）は激しく対立していた。支配層を形成するイギリス系に対しアフリカーナーの多くは経済的な弱者となり、「プア・ホワイト」と呼ばれる貧困層を形成していた。これら白人貧困層を救済し白人を保護することを目的に、1910年の南アフリカ連邦成立以来、さまざまな人種差別的立法がおこなわれてきた。1911年には「鉱山労働法」が制定され、人種により職種や賃金を制限し、熟練労働を白人のみに制限した。1913年「原住民土地法」が制定され、アフリカ人の居留地を定め、居留地外のアフリカ人の土地取得や保有、貸借を禁じた。1926年には「産業調整法」が制定され、労使間の調停機構が設立され労働者の保護立法のさきがけとなるが、アフリカ人労働者は労働者の範囲からはずされた。このため、以後は白人の労働組合のみが労働者を代表することとなった。1927年には「背徳法」が成立し、異人種間の性交渉が禁じられた。
さらに、1924年に白人労働者の支持のもとで成立したジェームズ・ヘルツォーク政権は、鉱山労働以外の製造業にもカラーバー（人種割り当て）を拡大して、白人労働者とそれ以外の労働者の雇用比率を規定し、さらに白人労働者は非熟練労働者でもアフリカ人よりも高給を与えられるようにした。

### 1948年以降
しかし、第二次世界大戦中の好景気などを背景に黒人の発言力が増大し、当時の与党であるヤン・スマッツ率いる連合党がわずかに譲歩の姿勢を見せたことで、それに不満を持ち黒人封じ込めを訴えるダニエル・フランソワ・マラン率いる国民党が1948年に選挙に勝利し、アパルトヘイトが制度として確立されることとなった。
アパルトヘイトに対しては、対象人種だけでなく、イギリス系よりもアフリカーナが公職でははっきり優遇されていたため、主にイギリス系の白人の多くから反発があった。しかし、アパルトヘイトにより黒人を搾取することで白人両民族が経済成長を達成し、民族間対立が目に見えて緩和されてくるとイギリス系の多くも積極的に国民党とアパルトヘイトを支持するように変化していった。これに対し、一部のリベラル白人は、進歩連邦党を結成しヘレン・スズマンなどの議員を中心として反アパルトヘイト活動を継続した。
実業界は、アパルトヘイトに対しては微温的な対応に終始した。アパルトヘイトによって高価な白人労働力を使用せざるを得ず、経済制裁によって市場がかなり損なわれてはいるとはいえ、一方で黒人の単純労働力を安価に使用できるメリットは大きかった。また国民党はアフリカーナー労働者と農民を支持基盤とした政党であり、資本家はさほど党に対して力を持っているわけではなく、また経営者自身も白人であったためである。熟練労働者の確保が難しくなった工業界が改革をしばしば要求したが、アパルトヘイトの枠内からはみ出ることはなかった。多国籍銀行は経済制裁が行われている最中にも融資を行っていたほか、西ドイツのBMWやメルセデス・ベンツなどの自動車会社も、経済制裁を潜り抜ける形で自動車の生産を行っていた。

### 反対運動とシャープビル虐殺事件
代表的な反アパルトヘイト運動として、ネルソン・マンデラが所属していたアフリカ民族会議（ANC）や南アフリカ・インド人会議（SAIC）などがあげられる。1949年にはウォルター・シスル、オリバー・タンボ、ネルソン・マンデラの3人がANCの執行部に選出され、以後の黒人解放運動の指導権を握った。1955年には、ANCやSAICなどによりクリップタウンで自由憲章が採択される。これは非人種的なものであり、黒人民族主義ではなく自由主義を基本においたもので、以後の反アパルトヘイト運動の旗印となった。しかし、政府はそこに集まった群衆を解散させ、翌1956年には中心的な活動家を反逆罪で告訴した。また、自由憲章制定時に主導権を握れなかったアフリカ民族主義者はアフリカ民族会議から分党し、1959年にはパンアフリカニスト会議（PAC）が結党された。
1960年にはパス法に反対する集会をPACが企画し、ANCも合流。そこに集まった群衆に軍が発砲し、シャープビル虐殺事件が勃発した。これにより、政府は両党を非合法化し、活動家を次々と逮捕していった。マンデラは1962年、シスルは1963年に逮捕され、ケープタウン沖のロベン島の刑務所へと送られた。生き残った活動家は亡命し、テロ活動をおこなったものの、活動自体はやがて沈静化していった。

### 国際関係
国連総会は、1952年以降毎年非難決議を採択し続けた。1960年に南アフリカは国民投票を実施して立憲君主制から共和制へと移行し、南アフリカ共和国が誕生したが、この時継続加盟申請を出した南アフリカに対しイギリス連邦が激しい非難をしたために、1961年には南アフリカは同連邦から脱退した。このように、他国は絶えずアパルトヘイトを非難し、1973年に国際連合総会で採択された国際条約において人道に対する罪と糾弾したが、1980年代まではアパルトヘイトはこれらの非難の影響を受けることはなかった。オリンピックの南アフリカ選手団は、アパルトヘイトへの制裁措置として1960年ローマオリンピックを最後にオリンピックから締め出された。その後も、国際オリンピック委員会（IOC）からたびたび勧告を受けるも拒否し続けたため、1970年に除名処分を受けた。結果、人種隔離政策撤廃後の1991年にIOCから再承認を受け、1992年バルセロナオリンピックで復帰するまで参加は認められなかった。また1976年モントリオールオリンピックでは、ニュージーランドのラグビーチームが南アフリカ遠征を行ったにもかかわらず大会参加を認められた事に抗議して、タンザニアをはじめアフリカ諸国22ヶ国によるボイコットが起こっている。

### ビコとソウェト蜂起

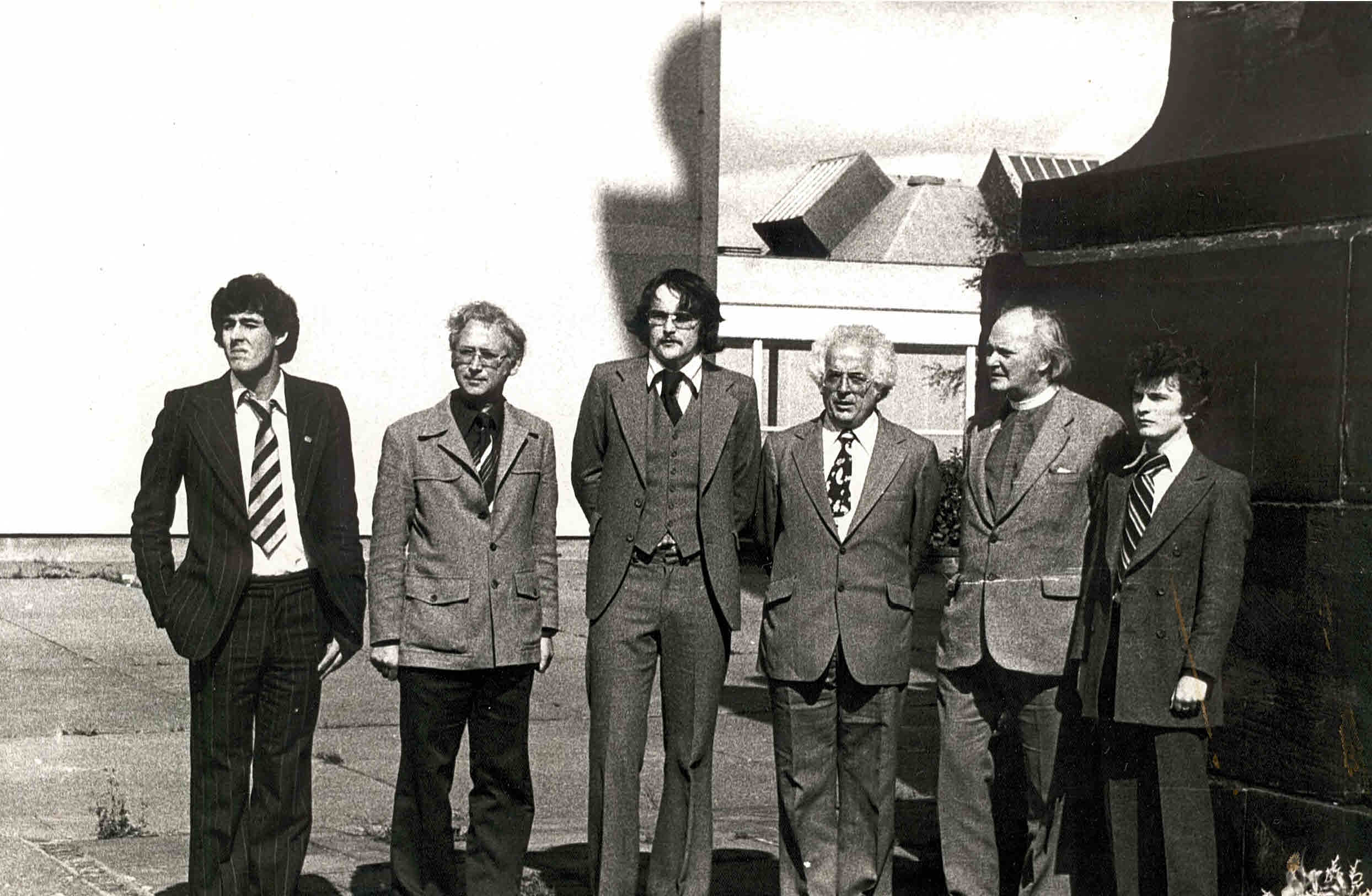
スティーヴ・ビコの死から一年経って集まった反アパルトヘイト活動家

反アパルトヘイト運動が再び活発化したのは、スティーヴ・ビコの登場からである。1968年、ナタール大学の学生だったビコは黒人だけの学生組織「南アフリカ学生機構」を結成し、黒人解放運動を開始した。ビコは黒人意識運動を提唱し、白人人種主義のすべての犠牲者への連帯をよびかけた。1973年にはビコの言論活動が禁止されたものの、ビコは各種プロジェクトを通じて実践をおこない、黒人意識運動は南アフリカ全土に広まっていった。この政治意識の高まりを背景に、1976年にはアフリカーンス語の教育強制に反発した黒人がソウェト蜂起を起こす。当時のバルタザール・フォルスター政権はこれを武力で弾圧したものの、この事件は国外のアパルトヘイトへの目をいよいよ厳しいものとし、また国内での抵抗運動はこれをきっかけに再び盛り上がっていった。

### 1980年代
1980年代に入ると、国内各地でますます反対運動が激化、また、国際的な経済制裁を受けた。1987年、国際社会がアパルトヘイトに反対して、文化交流を禁止し、経済制裁に動くなかで、日本は逆に、南アフリカの最大の貿易相手国（ドルベースの貿易額基準）となり、翌1988年2月5日に国連反アパルトヘイト特別委員会のガルバ委員長はこれに遺憾の意を表明した（ガルバ声明）。こうした批判を受け、ピーター・ウィレム・ボータ政権は白人・インド人・カラードによる人種別三院制議会を1984年に開設した。また、雑婚禁止法と背徳法、分離施設法を1985年に廃止、パス法を1986年に廃止するなどいくらかの改革をおこなったが、運動はまったく沈静化せず、国外からの批判はさらに厳しくなった。

### マンデラ釈放から完全撤廃
これらを受け、1989年9月に大統領に就任したフレデリック・ウィレム・デクラークはこれまでの政府（国民党）の方針を転換し、撤廃に向けての改革を進展させた。その政策方針により、1990年2月、ANCやPAC、南ア共産党を合法化し、ネルソン・マンデラを釈放した。1991年2月には国会開会演説でアパルトヘイト政策の廃止を宣言し、6月には人種登録法、原住民土地法、集団地域法が廃止され、アパルトヘイト体制を支えてきた根幹法の最後の法律が廃止された。しかし「選挙法」「教育および訓練法」など22のアパルトヘイト法と数百の人種差別的条例がまだ残っていた。その後南アフリカ社会は体制移行期の危機的な混乱を何度も経験した。この混乱は1991年から1994年4月の総選挙実施まで3年近く続き、多くの死者を出した。
アパルトヘイト廃止後の南アフリカ共和国のことを話し合うために全18政党・組織が参加した民主南アフリカ会議（CODESA（コデサ））が1991年12月と1992年5月に開催された。しかし、交渉中にANC系組織とインカタ自由党 （IFP。ズールー族系）との武力衝突がトランスヴァール州（現ハウテン州など）、ナタール州（現クワズール・ナタール州）で頻発し、多くの死傷者が出た。そのためにしばしば交渉は中断、延期された。1993年4月には白人極右の指示によって1人のポーランド人移民が、当時ANCのナンバー3だったクリス・ハニを殺害した。また、一部のホームランドが独立の維持を望み統合に反対する動きを起こし、ボプタツワナ政府などはアパルトヘイト維持を掲げる白人右翼アフリカーナー抵抗運動（AWB）と連携して抵抗したものの、ボプタツワナ軍の反乱によってボプタツワナ政府は崩壊し、アフリカーナー抵抗運動の党首だったコンスタンド・フィリューンは穏健派を率いて新党「自由戦線」を設立し、選挙に参加した。1993年4月に26政党・組織が参加した多党交渉フォーラムで、選挙までの政体として全政党・組織が参加した暫定政府を同年12月に発足させることに決まり、同時に暫定憲法も制定した。最後まで抵抗していたインカタ自由党も選挙実施数日前に選挙参加を決め、すべての有力勢力が全人種選挙へと参加することとなった。
1994年4月にようやく全人種が参加する選挙が行われ、5月にネルソン・マンデラが大統領に就任し、新政権が樹立された。得票率は、アフリカ民族会議（ANC）62.6％、国民党20.4％、インカタ自由党（IFP）10.5％、その他という結果になった。アフリカ民族会議は黒人票の90％を獲得したと推定され、圧倒的な強さを見せたが、単独で憲法を制定できる2/3には届かなかった。しかし、マンデラ大統領の就任により、アパルトヘイトは1994年に完全消滅した。

### 経済制裁の解除
1991年のデクラーク大統領によるアパルトヘイト法撤廃方針を受けて欧州共同体（現在の欧州連合）、アメリカ、日本は次々と経済制裁を解除していった。しかし当時、ANCなど解放組織は「経済制裁の解除は時期尚早」と訴えた。経済制裁を主導した国連が総会において経済制裁撤廃決議をしたのは1993年10月になってからである。
当時の世界経済の背景には、当時冷戦下における西側諸国は、南アフリカ共和国がレアメタルの独占的産出国であり、南アフリカ共和国からこれら資源を輸入しなくてはソ連から輸入せざるを得ない状況であった。それゆえ、アパルトヘイト政策を非難する経済制裁を発することができず、南アフリカ政府はアパルトヘイト政策を継続できた。ところが冷戦終結により旧東側諸国からのレアメタルの資源供給が容易になり、南アフリカ共和国の国際社会での立場が弱まり、欧米などから経済制裁を受けたことがアパルトヘイト撤廃に繋がっていった。
1998年にはローマ会議において、国際刑事裁判所ローマ規程が採択され、署名期限までに139カ国により署名が行われた。国際刑事裁判所ローマ規程第7条(j)では、アパルトヘイトは、「アパルトヘイト犯罪」として、「人道に対する罪」として規定された。

## 廃止後の国内・格差拡大と治安悪化
1994年に大統領に就任したマンデラ(1994年5月10日 – 1999年6月14日)は民族和解・協調を呼びかけ、アパルトヘイト体制下での白人・黒人との対立や格差の是正、黒人間の対立の解消、経済制裁による経済不況からの回復に努めた。また、ツツ主教を委員長とする真実和解委員会を発足させ、人権蹂躙を行ったと指摘された人物・団体は刑事訴追を行った。経済政策として、公共事業を通じて失業問題を解消させ、土地改革によって不平等な土地配分を解決し、5年間に毎年30万戸以上を建設することで住宅問題の解決を図り、上下水道などの衛生施設の完備をし、2000年までに250万世帯を電化するといった計画を発表した。しかし、実施機構整備の遅れ、財源不足、人材不足から達成するに至らず、特に黒人への富の再分配の実施は遅れ、失業率は増大し、社会犯罪は激増した。このことが先進諸国からの投資や、企業進出を妨げる要因となった。このような状況から、黒人の新政権への不満が高まることになってしまった。
その後、ターボ・ムベキが新大統領に就任した後も状況は変わらず、失業率は3割を超え、またエイズが蔓延している。ムベキ政権下では黒人経済力増強政策がとられ、各企業に一定数の黒人登用を義務づけた。これにより黒人の中流層が勃興する一方で、アパルトヘイト時代に不十分な教育しか受けることのできなかった大多数の黒人は、この恩恵を受けることができず、貧富の差は拡大した。さらに、黒人経済力増強政策によって、有能な黒人のコストが跳ね上がり、企業の事業に対する負担となっている。アパルトヘイト政策から得た利益が、先進国の企業から還流する動きもない。

## アーティスト
1985年、英米のロック・ソウル・ジャズ等のスター約50名による「アパルトヘイトに反対するアーティストたち」（en:Artists United Against Apartheid）の「サン・シティ」というシングルが発売された。折からのチャリティー・ブームに乗った企画であったが、リベラルな内容ゆえにアメリカの保守的な地方でのオンエアは控えめであった。ビルボードでは最高38位を記録している。
参加者はスティーヴ・ヴァン・ザント（提唱者、Eストリートバンドメンバー）、マイルス・デイヴィス、ホール&オーツ、パット・ベネター、ブルース・スプリングスティーン、デヴィッド・ラフィン、エディ・ケンドリックス、ピーター・ギャレット、ボノ、アフリカ・バンバータ、ボブ・ディラン、RUN D.M.C.、ノナ・ヘンドリックス、キース・リチャーズ、ロン・ウッド、グランドマスター・メリー・メル、ルー・リード、リンゴ・スター、ザック・スターキー等。
サン・シティとは黒人居住区域にあった白人専用多目的施設の名称。高額な出演ギャラにてコンサートを行うアーティストもおり、この企画に参加したアーティスト達は「I Ain't Gonna Play SUN CITY（サンシティなんかで演奏するもんか！）」と声高に唄った。黒人アーティストのレイ・チャールズやオージェイズも出演したことがある。
南ア人には、有名なジャズピアニスト、アブドゥラ・イブラハム（ダラー・ブランド）がいる。2005年10月、"Abudullah Ibrahim: A Struggle for Love" という、ドイツ製作のドキュメンタリーフィルムが、バンクーバー映画祭にて上映された。
ピーター・ガブリエルはスティーヴ・ビコの件をテーマにした曲「Biko」を1980年に録音し、彼の代表曲の1つとなった。彼はライヴで反アパルトヘイトを聴衆に訴え、その曲をアンコールの最後の曲として歌うのが常だった。
アパルトヘイトに反対した日本のアーティストでは、1989年に「青空」をリリースしたTHE BLUE HEARTSや、現地の政治デモに参加した爆風スランプのサンプラザ中野くんとパッパラー河合が有名。

## 現在におけるアパルトヘイト
パレスチナ問題では、ユダヤ人によるアパルトヘイトに近い行為が問題視されている。何百万人ものパレスチナ人（アラブ人）が、教育、自由な移動、雇用、健康の提供といった基本的な権利を否定されている。南アフリカの黒人が白人ではないという理由で差別されたように、パレスチナ人はユダヤ人ではないという理由で差別されている。
イスラエルは、アパルトヘイトとする批判を、反ユダヤ主義に基づく差別と非難している。
イスラエルは2018年7月19日にユダヤ人国家法を制定した。基本法（憲法に準じる最高法規）で、他民族・宗教に対するユダヤ人の優越が明記され、ユダヤ人は唯一の民族自決権を持つ存在とされ、ヘブライ語を唯一の公用語とした。
こうしたイスラエルの動きに対して、イスラエルの人権団体・ベツェレムは2021年1月12日、パレスチナ自治区での実効支配体制を含め、"This is Apartheid"（これはアパルトヘイトだ）と非難声明を出した。4月27日、米国に本部を置く人権団体・ヒューマン・ライツ・ウォッチが、イスラエルの政策は「アパルトヘイトと迫害の罪に該当」するという内容の報告書を発表した。